# Distretto di Sochaczew
Il distretto di Sochaczew (in polacco powiat sochaczewski) è un distretto polacco appartenente al voivodato della Masovia.

## Geografia antropica

### Suddivisioni amministrative
Il distretto comprende 8 comuni.
- Comuni urbani: Sochaczew
- Comuni rurali: Brochów, Iłów, Młodzieszyn, Nowa Sucha, Rybno, Sochaczew, Teresin